# Don Oakes
Donald Joseph Oakes, detto Don (Rhyl, 8 ottobre 1928 – Islington, 13 giugno 1977), è stato un calciatore gallese, di ruolo centrocampista.

## Biografia
Suo padre Alf è stato a sua volta un calciatore professionista.

## Carriera
Dopo aver giocato nelle giovanili dei dilettanti del Downend nel 1945 si unisce a quelle dei londinesi dell'Arsenal, con cui sette mesi dopo il suo arrivo in squadra firma un contratto professionistico, venendo aggregato alla prima squadra, militante nella prima divisione inglese. Il suo esordio con la maglia dei Gunners avviene nella stagione 1946-1947, in una partita vinta per 2-1 in casa contro l'Aston Villa. Rimane al club londinese per tutta la sua carriera, protrattasi fino al 1956 quando all'età di 28 anni si ritira per un problema ai reni; di fatto, comunque, il numero di partite giocate in questi anni (complice anche la non esistenza delle sostituzioni) dal centrocampista gallese è limitato: in campionato, infatti, gioca 2 partite nella stagione 1952-1953 (nelle quali segna anche la sua unica rete in partite ufficiali con la maglia dell'Arsenal) e 9 partite nella stagione 1953-1954. In parallelo viene impiegato costantemente nella squadra riserve, di cui in questi anni è un punto fermo (mette infatti a segno 68 reti in 158 presenze nella Football Combination, lega in cui le riserve dei Gunners militavano in quegli anni, che vince nella stagione 1952-1953).

## Palmarès

### Club

#### Competizioni nazionali
- Coppa d'Inghilterra: 1

Arsenal: 1949-1950
- Football Combination: 1

Arsenal riserve: 1952-1953